# Säg oss ditt namn, du fruktansvärde
Säg oss ditt namn, du fruktansvärde (även med titel: Marsch) är en svensk sång med text och musik av Gunnar Wennerberg, komponerad för manskör 1871.
Sången är komponerad mot bakgrund av det fransk-tyska kriget 1870-1871 och Pariskommunen 1871. Den uruppfördes den 8 maj 1871 av Allmänna Sången och sjöngs också den 13 maj 1873 vid en studentkonsert i Katarina kyrka i Stockholm i samband med Oscar II:s kröning.